# トラビス・スワガティ
- トラビス・スワッガーティ

トラビス・ウェイド・スワガティ・ジュニア（Travis Wade Swaggerty Jr., 1997年8月19日 - ）は、 アメリカ合衆国ルイジアナ州セントタマニー郡コビントン出身のプロ野球選手（外野手）。左投左打。北米独立リーグであるアメリカン・アソシエーションのカンザスシティ・モナークス所属。
メディアによっては「スワッガーティ」と表記されることもある。

## 経歴

### プロ入り前
南アラバマ大学時代の2017年にはアメリカ合衆国大学代表入りし、第41回日米大学野球選手権大会にも出場した。

### プロ入りとパイレーツ時代
2018年のMLBドラフト1巡目（全体10位）でピッツバーグ・パイレーツから指名され、6月15日に契約金440万ドルで入団した。契約後、傘下のA-級ウェストバージニア・ブラックベアーズでプロデビュー。A級ウェストバージニア・パワーでもプレーし、2球団合計で52試合に出場して打率.239、5本塁打、20打点、9盗塁を記録した。
2019年はA+級ブレイデントン・マローダーズでプレーし、121試合に出場して打率.265、9本塁打、40打点、23盗塁を記録した。
2020年は新型コロナウイルスの感染拡大の影響でマイナーリーグのシーズンが開催されなかったため、公式戦でプレーすることはなかった。
2021年はAA級を飛び越えてAAA級インディアナポリス・インディアンズで開幕を迎えたが、5月の試合で右肩を脱臼して手術をしたため、以降はマイナーでも試合出場はなかった。オフの11月19日にメジャー契約を結んで40人枠入りした。
2022年もAAA級インディアナポリスで開幕を迎え、6月4日にメジャー初昇格を果たした。6月7日のデトロイト・タイガース戦にて「9番・中堅手」で先発出場してメジャーデビュー。この年メジャーでは5試合に出場して打率.111という成績だった。
2023年もAAA級インディアナポリスで開幕を迎えたが、前年から悩まされている片頭痛や目まいがプレーに大きな影響を及ぼし、17試合に出場して打率.200、1本塁打、5打点という成績にとどまった。7月17日にDFAとなり、19日に自由契約となった。

### ホワイトソックス傘下時代
2023年8月13日にシカゴ・ホワイトソックスとマイナー契約を結んだ。しかしマイナーでも試合出場することがないまま、オフの10月10日に自由契約となった。

### 独立リーグ時代
2023年12月11日にロサンゼルス・ドジャースとマイナー契約を結び、2024年のドジャースのスプリングトレーニングにも招待選手として参加したが、開幕前の3月28日に自由契約となった。
2024年4月30日にアメリカン・アソシエーションのカンザスシティ・モナークスと契約を結んだ。

## プレースタイル
選球眼、俊足、好守を備えている点からブレット・ガードナーと比較される左打ちの外野手。

## 詳細情報

### 年度別打撃成績
| 年 度    | 球 団    | 試 合 | 打 席 | 打 数 | 得 点 | 安 打 | 二 塁 打 | 三 塁 打 | 本 塁 打 | 塁 打 | 打 点 | 盗 塁 | 盗 塁 死 | 犠 打 | 犠 飛 | 四 球 | 敬 遠 | 死 球 | 三 振 | 併 殺 打 | 打 率 | 出 塁 率 | 長 打 率 | O P S |
| -------- | -------- | ----- | ----- | ----- | ----- | ----- | -------- | -------- | -------- | ----- | ----- | ----- | -------- | ----- | ----- | ----- | ----- | ----- | ----- | -------- | ----- | -------- | -------- | ----- |
| 2022     | PIT      | 5     | 9     | 9     | 0     | 1     | 0        | 0        | 0        | 1     | 0     | 0     | 0        | 0     | 0     | 0     | 0     | 0     | 4     | 0        | .111  | .111     | .111     | .222  |
| MLB：1年 | MLB：1年 | 5     | 9     | 9     | 0     | 1     | 0        | 0        | 0        | 1     | 0     | 0     | 0        | 0     | 0     | 0     | 0     | 0     | 4     | 0        | .111  | .111     | .111     | .222  |

- 2022年度シーズン終了時

### 代表歴
- 第41回日米大学野球選手権大会 アメリカ合衆国代表（2017年）

### 背番号
- 50（2022年）